# Жадуб
Жадуб (фр. j'adoube, „проглашавам за витеза”, у овом случају: „повлачим“) је израз везан за шах.

## Примена
Жадуб је вербални исказ који се користи у шаховској партији када играч намешта властиту фигуру, без намере да одигра потез. Ако је најављен жадуб, онда се правило такнуто-макнуто не примењује. 
Правило такнуто-макнуто је уведено да би се у шаховску партију увела дисциплина и спречило враћање потеза. Уколико је фигура додирнута, играч је дужан њоме играти, ако је то могуће, без обзира на квалитет потеза. Ако се додирне противничка фигура, она се мора узети, ако је то могуће.. Померање противничких фигура се у шаху сматра непримереним и непристојним чином.